# جاده ئی۸۵ اروپا

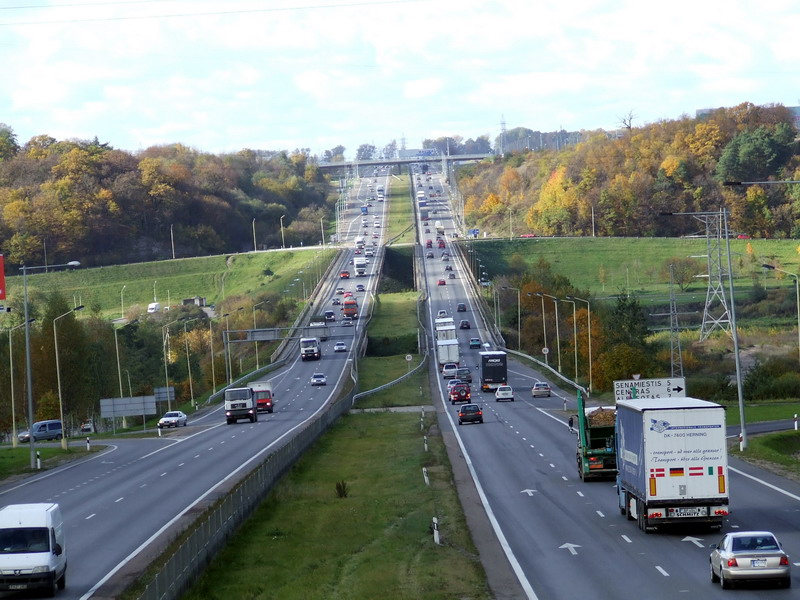
جاده ئی۸۵ اروپا در لیتوانی

جاده ئی۸۵ اروپا (به انگلیسی: European route E85) یکی از جاده‌های اصلی قاره اروپا است.
این جاده که از شهر کلایپدا (لیتوانی) شروع شده، در شهر الکساندروپولیس (یونان) به پایان می‌رسد و ۲۳۱۵ کیلومتر مسافت دارد.